# Call of Duty World League
Pour les articles homonymes, voir CWL.
La Call of Duty World League (CWL) est une compétition électronique de Call of Duty qui a débuté en janvier 2016. Ce championnat est organisé par Activision et Sony par l'intermédiaire de PlayStation. Il est composé de deux divisions : la division professionnelle, et la division amateur. Le total de prix mis en jeu s'élève à 3 millions de dollars.

## Histoire
La Call of Duty World League est le remplaçant du COD Championship. Auparavant organisé par Activision et Xbox, la compétition se jouait sur console Xbox 360 et Xbox One. Mais en 2015, Activision et Sony signent un contrat liant la Playstation à la licence Call of Duty, bouleversant ainsi le monde compétitif puisque les futures compétitions exploitant le jeu se joueront désormais sur PlayStation 4. Pour marquer ce changement, le nom du championnat change alors pour Call of Duty World League.
La première édition du championnat se jouera sur Call of Duty: Black Ops 3, jeu sorti en 2015.

## 2016
| Équipes américaines | Équipes européennes |
| --- | --- |
| - OpTic Gaming - Rise Nation - FaZe Clan - Team EnVyUs - Team eLevate - compLexity Gaming - Apotheon eSports - Team Kaliber - Luminosity Gaming - Dream Team - Counter Logic Gaming - Question Mark | - Team Infused - Giants - NGZB - Splyce - PuLse Gaming - exceL eSports - Epsilon eSports - Spartan - Millenium - Vitality |